# Kazuma Kita
Kazuma Kita (北 一真 Kita Kazuma?), född 21 december 1981 i Ishikawa prefektur, är en japansk fotbollsspelare.
Kita började sin karriär 2004 i Thespa Kusatsu (Thespakusatsu Gunma). Han spelade 153 ligamatcher för klubben. Han avslutade karriären 2015.